# Swiderien
Das von Polen bis Ungarn verbreitete Swiderien (13.000–9500 v. Chr.) ist der Name einer jungpaläolithischen Geräteindustrie, die nach der Freilandstation Świdry Wielkie auf den Dünen einer Weichselterrasse bei Warschau in Polen benannt ist. 

Ungefähre Ausdehnung des Swideriens

Das Swiderien gilt als die osteuropäische Form des Magdalenien und wird neben Ahrensburg, der Hamburger Kultur,  Maglemose-Kultur, die Kongemose-Kultur, Ertebølle-Kultur, der Bromme, der Fosna-Kultur (Hensbacka), der Komsa-Kultur, der Swifterbant-Kultur, der Kunda-Kultur, der Memel-Kultur und Narva-Kultur den Stielspitzengruppen und dem daraus entstehenden Kerbspitzen-Horizont zugeordnet. 
Feuersteingeräte haben hauptsächlich symmetrische Formen. Typisch sind die teilweise flach retuschierten Stielspitzen und Kerbspitzen. Weitere Gerätefunde sind Stichel, Bohrer, Schaber und Sägen. Im Zusammenhang mit den geometrischen Mikrolithen wird die jüngere Stufe auch als Swidero-Tardenoisien bezeichnet. Mikrolithen lassen auf die Verwendung von Pfeil und Bogen schließen. 
Der gesamte skandinavische, nordeuropäische und osteuropäische Norden vom Ural bis zum Rhein (und vielleicht noch weiter) wurde hier durchdrungen, sofern er überhaupt eisfrei war. Darauf weisen auch genetische Analysen mesolithischer Jäger und Sammler hin. In der älteren Literatur waren diese Zusammenhänge noch nicht erkennbar, sodass zahlreiche örtliche Namen benutzt wurden. 